# Landtagswahlkreis Düsseldorf VI
Der Landtagswahlkreis Düsseldorf VI war ein Landtagswahlkreis in Düsseldorf in Nordrhein-Westfalen. Er umfasste verschiedene Teile der Landeshauptstadt, die Einteilung änderte sich häufig. Der Wahlkreis wurde zur Landtagswahl 1966 neu errichtet, aber zur Landtagswahl 2000 wieder aufgelöst. Das letzte Gebiet übernahm 2000 der Landtagswahlkreis Düsseldorf V, der später aber ebenfalls aufgelöst wurde.

## Wahlkreissieger
| Jahr | Wahlkreisname    | Gebiet                      | Direktmandat    | Partei |
| ---- | ---------------- | --------------------------- | --------------- | ------ |
| 1966 | 49 Düsseldorf VI | Düsseldorf (südlicher Teil) | Josef Neuberger | SPD    |
| 1970 | 49 Düsseldorf VI | Düsseldorf (südlicher Teil) | Josef Neuberger | SPD    |
| 1975 | 49 Düsseldorf VI | Düsseldorf (südlicher Teil) | Jürgen Büssow   | SPD    |
| 1980 | 49 Düsseldorf VI | Stadtbezirke 1 und 4        | Hans Paumen     | CDU    |
| 1985 | 49 Düsseldorf VI | Stadtbezirke 1 und 4        | Brigitte Speth  | SPD    |
| 1990 | 49 Düsseldorf VI | Stadtbezirke 1 und 4        | Brigitte Speth  | SPD    |
| 1995 | 49 Düsseldorf VI | Stadtbezirke 1 und 4        | Brigitte Speth  | SPD    |